# کالوم کاکریل
کالوم کاکریل (انگلیسی: Callum Cockerill-Mollett؛ زادهٔ ۱۵ ژانویهٔ ۱۹۹۹) بازیکن فوتبال اهل بریتانیا است.
از باشگاه‌هایی که در آن بازی کرده‌است می‌توان به باشگاه فوتبال والسال اشاره کرد.
وی همچنین در تیم‌های ملی فوتبال Republic of Ireland national under-19 football team بازی کرده‌است.